# NOT ME
『NOT ME』（タイ語: เขา...ไม่ใช่ผม ; ノット・ミー）は2021年に放送されたタイのテレビシリーズで、 ジュンポン・アドゥンキッティポーン（オフ）とアタパン・プーンサワット（ガン）が主演するアクションロマンスドラマである。
アヌチャー・ブンヤワタッナ（ヌチー）が監督し、GMMTVが制作したこのシリーズは、同社が2020年12月3日に開催したイベント「GMMTV 2021 The New Decade Begins」にて2021年放送予定のテレビシリーズ16本のうちの1つとして発表された。GMM25とAIS PLAYにて、2021年12月12日の20:30(ICT)より同時放送された。日本ではU-NEXTにて12月19日より配信された。

## あらすじ
ブラックとホワイトは強い絆で結ばれた双子だったが、両親の離婚により父親がホワイトを国外に連れて行ったことで2人は離れ離れになってしまう。15年後、成長したホワイトはタイに戻ることに。ある日、食事中に命にかかわるほどの不快感を覚え病院に運ばれたが、ホワイトには不快感の原因が何なのかわからず困っていた。そんな彼のもとに幼い頃の仲間であるトッド（シング）から、双子のブラックが昏睡状態に陥ったとの連絡が入る。そしてホワイトはブラックに変装しブラックを襲った犯人を突き止めるべく動き出す。
果たしてホワイトは双子の兄に起こった真実を知ることができるのか。またブラックのギャング仲間であるショーン（オフ）とホワイトとの間に芽生えた関係はどのような結末を迎えるのだろうか。

## キャストとキャラクター

### 主演
- ショーン：ジュンポン・アドゥンキッティポーン (オフ)
- ブラック／ホワイト：アタパン・プーンサワット (ガン)

### 助演
- グラム：タナチャイ・ウィチットウォントーン (モン)
- ヨック：カナパン・プイトラクーン (ファースト)
- トッド：ハリット・チーワカルン (シング)
- ダン：ガウィン・キャスキー (フルーク)
- クンパー：プロンフィリヤ・トンプッタラック (パーペン)
- ユージーン：ラチャーナン・マハーワン (フィルム)
- ナモ：パーシディー・ペッスティー (ルックジャン)

## オリジナルサウンドトラック
- NOT ME - KANGSOMKS[5]
- เข้าข้างตัวเอง (MY SIDE) - OFF JUMPOL, GUN ATTHAPHAN[6]
- Still In Love With You - Crane Technique (Paul Wheatley)[7]

## タイでの評価
- 下記の表で、青文字は最も低い評価を表し、赤文字は最も高い評価を表す。

| エピソード番号 | 放送日         | 放送時間    | 評価  | 備考   |
| -------------- | -------------- | ----------- | ----- | ------ |
| 1              | 2021年12月12日 | 20:30 (ICT) | 0.143 | [ 8 ]  |
| 2              | 2021年12月19日 | 20:30 (ICT) | 0.092 | [ 9 ]  |
| 3              | 2021年12月26日 | 20:30 (ICT) | 0.101 | [ 10 ] |
| 4              | 2022年1月9日   | 20:30 (ICT) | 0.2   | [ 11 ] |
| 5              | 2022年1月16日  | 20:30 (ICT) | 0.2   | [ 12 ] |
| 6              | 2022年1月23日  | 20:30 (ICT) | 0.102 | [ 13 ] |
| 7              | 2022年1月30日  | 20:30 (ICT) | 0.150 | [ 14 ] |
| 8              | 2022年2月6日   | 20:30 (ICT) | 0.065 | [ 15 ] |
| 9              | 2022年2月13日  | 20:30 (ICT) | 0.088 | [ 16 ] |
| 10             | 2022年2月20日  | 20:30 (ICT) | 0.147 | [ 17 ] |
| 11             | 2022年2月27日  | 20:30 (ICT) | 0.052 | [ 18 ] |
| 12             | 2022年3月6日   | 20:30 (ICT) | 0.167 | [ 19 ] |
| 13             | 2022年3月13日  | 20:30 (ICT) | 0.162 | [ 20 ] |
| 14             | 2022年3月20日  | 20:30 (ICT) | 0.098 | [ 21 ] |
| 平均           | 平均           | 平均        | 0.126 | 1      |

1 1話あたりの平均評価に基づく。